# Pedicularis brachystachys
Pedicularis brachystachys är en snyltrotsväxtart som beskrevs av Aleksandr Andrejevitj Bunge. Pedicularis brachystachys ingår i släktet spiror, och familjen snyltrotsväxter. Inga underarter finns listade i Catalogue of Life.